# Leal Conselheiro
O Leal Conselheiro é um livro escrito por D. Duarte, rei de Portugal (1433-1438). A obra é um tratado sobre ética e moral destinado a ser lido por membros da corte. Acredita-se que o rei a tenha compilado por volta de 1438, ano de sua morte.
No prólogo, D. Duarte assinala que escreveu o Leal Conselheiro por um pedido de sua esposa e rainha, Leonor de Aragão, e indica que a obra é uma compilação de apontamentos escritos realizados ao longo de sua vida. Também no prólogo o rei afirma que a obra é um "ABC da lealdade", que deveria ser como um manual prático de orientação ética para a monarquia e demais membros da nobreza, versando sobre temas tão diversos como a vida matrimonial e familiar, os pecados, os vícios e como aprimorar os sentimentos e as virtudes.
A obra carece de uma estrutura rígida, observando-se ao longo de seus 103 capítulos uma série de reflexões de índole moral e ética realizadas pelo rei em várias ocasiões sobre vários assuntos, incluindo cartas e "conselhos" escritos dirigidos a membros de sua família, como por exemplo uma carta escrita ao seu irmão, o Infante D. Pedro, em 1425. Apesar desta relativa falta de unidade de estrutura, que a afasta dos tratados morais tradicionais, a obra impõe-se pela linguagem simples e coloquial, o tom intimista e o caráter profundo dos pensamentos de D. Duarte.

## Manuscritos e edições
O único manuscrito completo do Leal Conselheiro, datado de cerca de 1438, encontra-se hoje na Biblioteca Nacional de Paris. Acredita-se que esse manuscrito seja o mesmo que pertenceu à rainha Leonor e que tenha sido levado de Portugal pela rainha depois da morte do rei em 1438. Esse mesmo manuscrito quatrocentista contém ainda outra obra de D. Duarte, o manual de equitação Livro da Ensinança de Bem Cavalgar Toda Sela. Estes manuscritos foram redescobertos em 1820 e publicados em Lisboa pela primeira vez em 1843.
Vários capítulos do Leal Conselheiro e alguns outros escritos do rei encontram-se também no chamado Livro da Cartuxa de Évora, atualmente no Arquivo Nacional da Torre do Tombo.